# Sovjetsko-kineski pogranični rat
Sovjetsko-kineski pogranični rat, oružani je sukob koji se dogodio 1969. godine u jeku sovjetsko-kineskog raskola. Rat je obilježio vrhunac sovjetsko-kineskih hladnoratovskih napetosti, s mogućnošću da iste eskaliraju u nuklearnu razmjenu između dvije komunističke velesile.

## Kontekst
Nakon dolaska Nikite Hruščova 1954. godine na čelnu poziciju Sovjetskog Saveza, dogodilo se postupno pogoršanje odnosa između Narodne Republike Kine i Sovjetskog Saveza. Osim što su maoistički Kinezi optuživali sovjetsko rukovodstvo za marksistički revizionizam, Kinezi su počeli povlačiti i stara pitanja nepravednih teritorijalnih ugovora na koje je Carska Kina bila prisiljena potpisati u korist Ruskog Carstva u vrijeme dinastije Qing. Prema pisanju povjesničara Xiaobing-Lija, u vojno-strateškom promišljanju kineskih stratega, počelo je prevladavati mišljenje da su Sjedinjene Američke Države, velesila u opadanju zbog njihovog neuspjeha u Vijetnamu, te da je stoga ulogu glavne prijetnje Kini i "imperijalističkog agresora" u regiji preuzeo Sovjetski Savez zbog svojih ranijih akcija, poput one u Čehoslovačkoj. Nakon pokretanja Kulturne revolucije u Kini 1966. godine anti-sovjetski sentimenti počeli su dobivati nasilan karakter, koji se je očitovao, u primjerice, napadima na sovjetsko (i druga) veleposlanstva u Pekingu. Ovaj val nasilja ubrzo se prelio i na sovjetsku granicu gdje su počele čarke između agresivnih Kineza i sovjetskih graničara. 

## Rat

### Okršaji na rijeci Ussuri
Jedno od spornih područja bio je otok koji Kinezi zovu "Zhenbao" a Rusi "Damanski". Otol se nalazi na toku rijeke Ussuri, četiristotinjak kilometara sjeverno od Vladivostoka. U okolici spomenutog otoka obje su strane nakon 1964. godine počele gomilati vojsku. Otok je bio pod sovjetskom kontrolom. Tijekom noći 1. ožujka 1969. tristotinjak kineskih vojnika ušuljao se na otok bez znanja obližnjih sovjetskih snaga, nakon čega su proveli telefonske žice do zapovjednog mjesta na svojoj strani granice i pripremili zasjedu. Iduće jutro, 2. ožujka, jedna grupa kineskih graničara počela je trčati preko zaleđene rijeke prema otoku vičući maoističke parole što su sovjetski graničari na karauli pod zapovjedništvom starijeg poručnika Ivana Strelnikova, uočili pa su i oni sami krenuli na otok kako bi Kinezima uručili prosvjednu notu. Ovakvo ponašanje Kineza do tad nije bilo neuobičajeno, pa sovjetski graničari nisu puno sumnjali. Kad su pak stigli na otok i dovoljno se približili Kinezima tristotinjak zakamufliranih kineskih vojnika otvorilo je vatru.  Sovjetska strana na ovo je odgovorila topničkim napadom po kineskim položajima a puškaranje u okolici se nastavilo u manjem intenzitetu idućih dva sata. Kinezi su se na kraju ipak povukli, no bilanca je bila 59 ubijenih pripadnika sovjetskih oružanih snaga, od čega jedan pukovnik.
U danima nakon, obje strane su razmijenile oštre prosvjedne note optužujući jedna drugu za izazivanje incidenta. Kao posljedica, ponovo su počeli nasilni prosvjedi ispred suparničkih ambasada u Moskvi i Pekingu.  Uslijedilo je prebacivanje dijela sovjetskih snaga iz Europe na istok zemlje, dok je u Kini pokrenuta mobilizacija.
Dana 15. ožujka, dogodio se drugi okršaj na spornom otoku, koji je, prema mišljenju CIA-e bio pokušaj Sovjeta da Kineze "nauče pameti" zbog zuluma od desetak dana ranije te da pokažu svoju odlučnost da neće prestati patrolirati po otoku. U tu svrhu Sovjeti su rasporedili pedesetak tenkova, transportera, samovoznih višecijevnih lansera raketa BM-21 "Grad", te su ispucali 10 000 topničkih granata. Sovjetsko je zrakoplovstvo djelovalo je po Kinezima u 36 navrata. Sovjeti su također krenuli ofenzivu preko zaleđene rijeke s (tada) njihovim najmodernijim tenkom T-62, ali je prvi tenk u formaciji onesposobljen nakon čega su se ostali tenkovi povukli. Onesposobljeni tenk je tako ostao "nasukan" na zaleđenoj rijeci. Sovjeti su se pokušali nekoliko puta domoći onesposobljenog tenka, ali bi njihove pokušaje Kinezi svaki put "poklopili" pješačkom i topničkom vatrom. Potom su nasukani tenk Sovjeti pokušali neuspješno uništiti vlastitom topničkom vatrom. Nakon što se led rastopio, tenk je pao u vodu a kineski su ga ronioci idućih mjeseci izvukli na svoju stranu obale, čime je njihova strana dobila pristup novoj tehnologiji.

### Okršaji na drugim mjestima
Između početka lipnja i kraja srpnja 1969., Kina je optužila Sovjete da su u 429 navrata otvarali vatru prema njima. Dana 8. srpnja 1969. u okršaju na otoku Pacha/Goldinski na rijeci Amur jedan je sovjetski radnik poginuo a tri su ranjena. Sovjetske su se snage kasnije vratile na to mjesto i zapalile jednu kinesku kuću i posjed. Dana 13. kolovoza 1969. na granici Kazahstana i kineske provincije Xinjang, sovjetske su snage uz podršku tenkova, transportera i helikoptera iz zasjede likvidirale 38 kineskih vojnika.

### Strateški manevri i prijetnje
U lipnju 1969. Sovjeti su na daleki istok svoje zemlje premjestili stratešku avijaciju kako bi sudjelovala u vojnim vježbama na kojima se vježbalo gađanje kineskih nuklearnih postrojenja. U kolovozu iste godine, Sovjeti su imenovali generala-pukovnika Vladimira Tolubka, bivšeg zamjenik zapovjednika Strateških raketnih snaga vrhovnim zapovjednikom dalekoistočnog vojnog distrikta. Otprilike u isto vrijeme, sovjetski veleposlanici počeli su se po raznim državama s domaćim diplomatima konzultirati o mogućnostima nuklearnog udara po Kini. Krajem kolovoza, u Pekingu su se žurno pripremala civilna skloništa a vlasti su građane ohrabrivale da prikupljaju osnovne namirnice za preživljavanje. Kinezi su počeli raditi na vlastitom planu odvraćanja koji se oslanjao na konvencionalne asimetrične metode jer im je vlastiti nuklearni arsenal bio suviše rudimentaran za takvu vrstu odvraćanja. S druge strane, Sovjete je itekako plašila mogućnost masovne kineske invazije na važne punktove Transsibirske željeznice i Vladivostok, koja bi Sovjetski savez mogla zapetljati u dugotrajni iscrpljujući rat s mnogobrojnim protivnikom.

## Primirje
Do rujna 1969. neprijateljstva su eskalirala do te mjere da su obje strane bile zabrinute zbog mogućnosti izbijanja nuklearnog rata. Kineze je posebno brinula mogućnost nuklearnog udara na njihova nuklearna postrojenja u provinciji Xinjiang. Dne 11. rujna 1969. sovjetski i kineski ministri Kosigin i Zhou susreli su se u pekinškoj zračnoj luci kako bi pregovarali o primirju. Nova runda pregovora vodila se u listopadu iste godine Međudržavnim dogovorima između Kine i Rusije provedenim od 1991. do 2005. većina spornih teritorija predani su Kini.

## U popularnoj kulturi

### Dokumentarni filmovi
- Serijal CNN-a "hladni rat" (Cold War), epizoda 15., bavi se Kinom u hladnom ratu, pri čemu se dotiče i Sovjetsko-kineskog raskola.

- Ruski dokumentarni film iz 2004. godine; "Otok Damanski. 1969. godine" (rus:Остров Даманский. 1969 год) autora Andreja Semenova bavi se bitkama na otoku Zhenbao iz sovjetske perspektive[11]
- Ruski dokumentarni film "Krv na snijegu" (rus: Кровь на снегу), u produkciji televizijske kuće TV Centr[12]

## On-line dostupni dokumenti
Prosvjedna nota sovjetske vlade, vladi Narodne Republike Kine od 2. ožujka 1969 (na ruskom)
Prosvjedna nota Ministarstva vanjskih poslova Narodne Republike Kine veleposlanstvu SSSR-a u Kini od 2. ožujka 1969. (na ruskom)